# GBU–12 Paveway II
A GBU–12 Paveway II lézerirányítású bomba, melyet az Amerikai Egyesült Államokban terveztek és gyártanak. A lézeres irányítórendszert a meglévő, nem irányított Mk 82 bombák elejére szerelik. A bomba hátsó részén a kioldás után kinyíló vezérsíkok vannak. A Magyar Honvédség is rendszeresítette a Gripen repülőgépek fegyverzeteként.
A GBU-12 bomba kombinált irányítású változata a GBU-49-es, amely lézer sugarat és GPS navigációs rendszert egyaránt képes alkalmazni pontos találat érdekében. A GBU-49-es rendszeresítve lesz várhatóan a Honvédség modernizált Gripen vadászrepülőgépeihez.